# Świątynia Mariamman w Singapurze
Sri Mariamman Temple (Świątynia Śri Mariamman, tamil. சிங்கப்பூர் மகா மாரியம்மன் கோயில்) – najstarsza hinduska świątynia, znajdująca się w Chinatown w Singapurze. Ze względu na architektoniczne i historyczne znaczenie uważana jest za pomnik i skarb narodowy Singapuru, jest też wielką atrakcją turystyczną.

## Funkcja świątyni
Sri Mariamman Temple została ufundowana przez Naraiana Pillai, urzędnika rządowego zaangażowanego w sprawy hindusów w 1827 roku. Świątynia poświęcona jest Mariamman, bogini matce, chroniącej ludzi przed nieszczęściami i chorobami. Zbudowano ją w stylu drawidyjskim, charakterystycznym dla południowych Indii. W przeszłości świątynia pełniła funkcję Pałacu Ślubów. W tym czasie tylko duchowni w tej świątyni mogli udzielać ślubów wyznawcom hinduizmu w Singapurze. Dziś pełni funkcję religijną i jednoczącą kulturowo imigrantów, oraz stanowi atrakcję turystyczną dla odwiedzających Singapur.

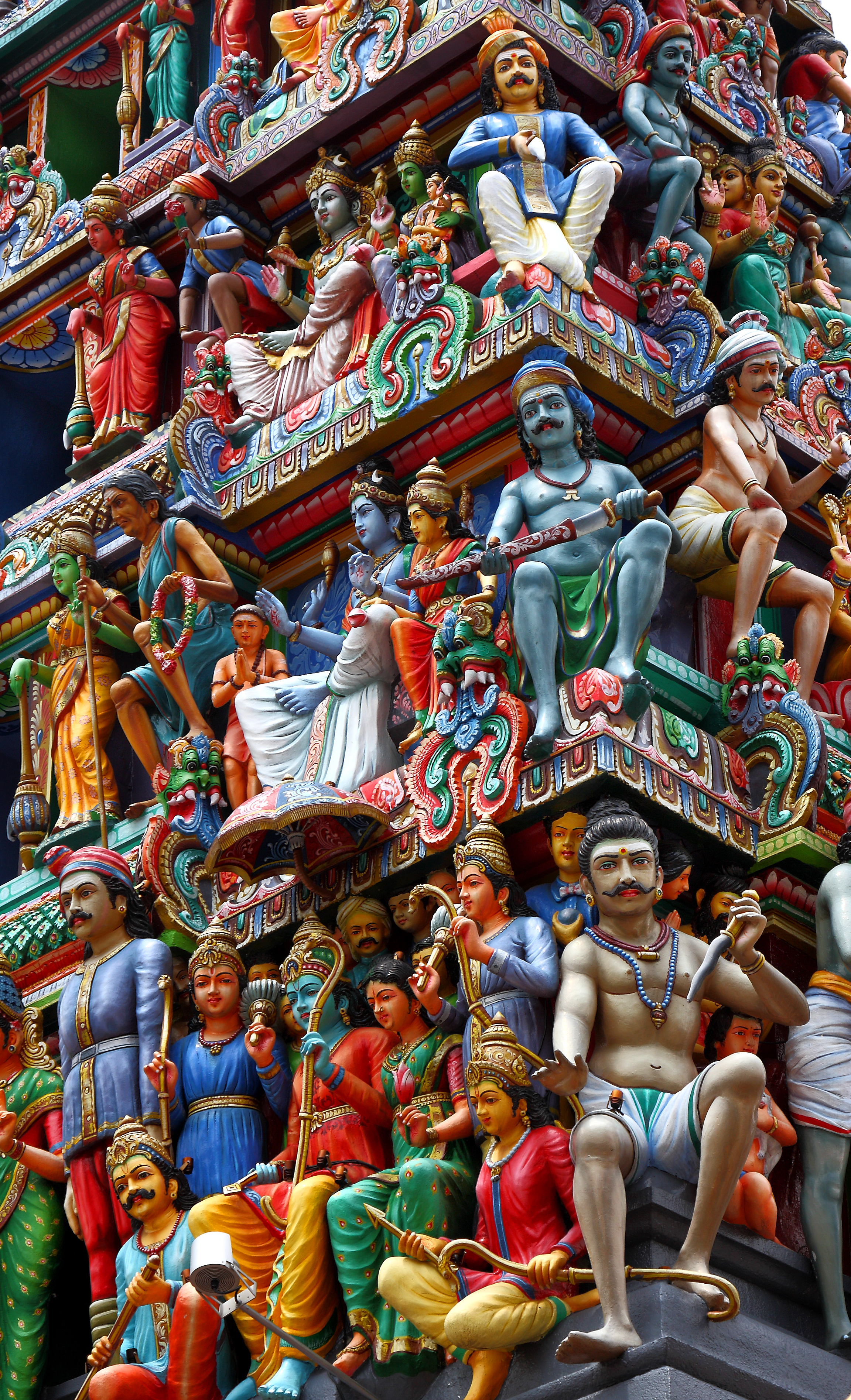
Detal